# Die Terrasse
Der italienische Spielfilm Die Terrasse (OT: La terrazza) aus dem Jahr 1980 befasst sich mit gescheiterten idealistischen Intellektuellen. Geschrieben vom Duo Age & Scarpelli und von Ettore Scola, der den Film inszenierte, wartet die melancholische Satire mit den Darstellern Marcello Mastroianni, Jean-Louis Trintignant, Stefania Sandrelli, Ugo Tognazzi und Vittorio Gassman auf. In Cannes erhielt das Werk 1980 den Drehbuchpreis, und Carla Gravina wurde als beste Nebendarstellerin ausgezeichnet. Das Drehbuch erhielt auch den Preis der italienischen Filmkritiker, den Nastro d’Argento. In der Bundesrepublik Deutschland kam der Film nicht in die Kinos, er war erst 1984 im Fernsehen zu sehen.

## Handlung
Einige alte linksintellektuelle Freunde, mittlerweile über fünfzig, treffen sich mitsamt Begleiterinnen und weiteren Bekannten in einer römischen Terrassenwohnung zu einem geselligen Abend. Sie bekleiden bedeutende Positionen in der Filmbranche, den Medien und in der Politik. Die Diskussionen über das eigene Leben führen zu erheblicher Selbstkritik, bei der die Freunde schonungslos ihre Irrtümer und ihr Versagen offenlegen. Ausgehend von den Gesprächen blendet der Film in fünf Episoden über, die jeweils vom Leben eines der Protagonisten erzählen.
Vom Filmproduzenten Amedeo damit beauftragt, unbedingt wieder etwas Lustiges zu schreiben, fällt dem Drehbuchautor Enrico überhaupt nichts ein. Er lässt seine Wut an seinen Schreibutensilien aus, unternimmt dann einen Akt der Selbstverstümmelung und erleidet einen Zusammenbruch. Luigi ist von einem engagierten Journalisten zu einem repetitiven Langweiler geworden, der bei den jüngeren Redaktionskollegen nicht ankommt. Seine Frau Carla, die sich von ihm getrennt hat, ist dagegen eine aufstrebende, emanzipierte Journalistin. Ein gemeinsames Abendessen, bei dem er sie wieder für sich zu gewinnen hofft, bestätigt nur ihre Trennung. Sergio, ein Fernsehkader, verliert zusehends an Einfluss. Man verkleinert sein Büro und hört nicht auf ihn, wenn Entscheidungen zu Produktionen gefällt werden. Er hat bereits stark an Körpergewicht verloren. Schließlich begibt er sich zu den aufgebauten Kulissen im Keller des Fernsehgebäudes, legt sich in den künstlichen Schnee und stirbt. Der reiche Filmproduzent Amedeo ist in den 1950er und 1960er Jahren mit populären Komödien groß geworden. Er leidet unter seinem geringen Bildungsgrad, der ihn im Künstlermilieu zum Außenseiter macht. Weil seine Frau Enza für einen dünkelhaften, pseudointellektuellen Jungregisseur schwärmt, lässt er sich dazu verleiten, einen Film des Nebenbuhlers zu produzieren. Das gestelzte Werk mit Kunstanspruch wird zum Fiasko. Der kommunistische Abgeordnete Mario schließlich liebt die schöne junge Giovanna. Aus Furcht vor der Reaktion seiner Parteikollegen traut er sich aber nicht, seine Frau zu verlassen und die Liebe zu Giovanna öffentlich zu machen; er verliert sie.
Nach einigen Wochen findet sich die Gesellschaft erneut auf der Terrasse ein. Dabei hält Galeazzo, ein seit langem aus Italien ausgewanderter Gast, den Freunden vor, dass sie abgetakelt seien, und verlässt die Zusammenkunft. Als es zu regnen beginnt, flüchten sich die Gäste ins Innere, wo die Männer vom Klavier begleitet die Lieder ihrer Jugend anstimmen. Die Frauen werfen ihnen höhnische Blicke zu.

## Zum Werk
Der Film wurde in Rom gedreht und die erfundene Terrasse im Studio aufgebaut. Für die Außenaufnahmen und einige Innenaufnahmen wählte Kameramann Pasqaulino De Santis subtile Pastellfarben. Der Drehbuchkoautor Agenore Incrocci, auch „Age“, wies Vergleiche der Terrasse mit Letztes Jahr in Marienbad zurück: Marienbad spiele sich in der Erinnerung ab und habe eine offene Struktur, derweil die Terrasse äußerst objektiv und mit kalendarischer Strenge ablaufe. Der zweite Koszenarist, sein langjähriger Mitstreiter Furio Scarpelli, bekannte: Wer, wie sie, Sittenbilder erstelle, sich mittels Satire ausdrücke oder Untersuchungen in Form von Farcen oder Komödien führe, entwickle sich allmählich zum Moralisten. Die Entdeckung, dass sie selbst, wie alle anderen, Gegenstand von Ironie sein können, habe sie erröten lassen. Regisseur Scola erläuterte, die Protagonisten hätten gewisse elende Zustände in der italienischen Gesellschaft zwar nicht ausgelöst; „dennoch, durch die eine oder andere Art von Komplizenschaft, bewusst oder unbewusst, sind sie nicht unschuldig.“ Sie litten an der Frage, inwieweit sie mitverantwortlich sein könnten und ob sie sich anders hätten verhalten sollen.
So halten Scola, Age & Scarpelli ihrem Berufsstand, ihren Freunden, ihren Idealen einen Spiegel vor. Alle fünf porträtierten Männer haben mindestens noch einen Fuß in der Kindheit – Enrico malt mit der Schreibmaschine Gesichter, Luigi und Mario sind beziehungsunfähig, Amedeo fehlt künstlerische Reife und Sergio hängt am Kapitän Fracasse seiner Kindheit. Die Frauen übertreffen sie an Hingabe (Emanuela), Reife (Carla), beruflicher Kompetenz (Enza) und Leidenschaftlichkeit (Giovanna). Die Konfrontation mit einer neuen Weiblichkeit nimmt die Männer schwerer mit als der Verlust ihrer Ideale. Zwei der Episoden münden in Kastrationsmetaphern oder -szenen. Dennoch nehmen die Frauen in der Erzählung Nebenrollen ein.
Der zeitliche Bezug der einzelnen episodischen Erzählstränge zu den Treffen auf der Terrasse wie auch untereinander wird nicht geklärt, hat aber auch kaum Bedeutung. Die mehrmalige Wiederholung des Festbeginns innerhalb des Films führt nirgendwohin und verdeutlicht die innere Leere wie die geschwundene Kreativität der mit der Filmbranche verbundenen Männer. Der Eindruck wird noch verstärkt durch die Präsenz von Größen der italienischen Filmkomödie – Mastroianni, Gassman, Tognazzi, Trintignant –, die kein Lachen mehr hervorrufen. Somit geht der Film stillschweigend davon aus, dass die künstlerischen Ansätze der italienischen Filmkomödie in einer Sackgasse stecken und keine Kraft mehr haben, das alltägliche Leben zu beeinflussen. Scola bemerkte, dass diese Menschen ihre Rolle als Vermittler zwischen der Welt der Gedanken und dem Publikum nicht wahrgenommen hätten: „Diese sinnbildhafte Terrasse ist wie ein imaginärer Elefantenfriedhof.“ Man müsse zwischen „dem Populären und dem Vulgären“ deutlich unterscheiden und es sei weniger gravierend, Konzessionen an das Publikum zu machen als an die Kritik.

## Kritikermeinungen

### In Italien und Frankreich
In Italien reichte die Vielfalt der Kritiken von sehr bösen über gemischte bis zur vollen Zustimmung. Scarpelli zeigte sich lediglich über die Übereinstimmung der dortigen „Kleinintellektuellen“ verblüfft, die behaupteten, dass die „bloße Beobachtung der Realität“ im Film unzutreffend sei. Im Gegenteil sei es gerade der Ausbruch anmaßenden Zorns in diesen Kreisen, der ihm die Richtigkeit der Darstellung bestätigte. „Das war es: Das Geschwätz einer Gruppe von Intellektuellen gegen einen Film, der sie des Geschwätzes beschuldigt.“ Zu den wohlgesinnten Stimmen gehörte La Nazione: „Es handelt sich nicht so sehr um einen satirischen Film als vielmehr um ein melancholisches Bekenntnis, das die Generation der arrivierten Fünfzigjährigen betrifft. Der Film erinnert bisweilen an Tschechow-Szenen. Es ist gewiss einer von Scolas gelungensten Filmen, in dem der Regisseur zusammen mit Age und Scarpelli die Struktur der ‚Commedia‘ aufgegeben hat, um ihre Stimmung besser, subtiler, und authentischer zu bewahren.“
Der Le Monde-Kritiker Jean de Baroncelli urteilte nach der Premiere in Cannes: „Autopsie einer Intelligenzia außer Atem, Pavane für eine verstorbene Generation, Gedanken eines Moralisten über das Vergehen der Zeit, verlorene Illusionen, das Gefühl von Scheitern, das oft den altersbedingten Niedergang begleitet: Der Film von Scola ist von alledem ein bisschen.“ Der Film erinnerte die Revue de cinéma an das Universum von Claude Sautet, doch Scola gehe das Thema konkreter und strenger an. „Zugleich komisch und dramatisch, ironisch und ergriffen, grausam Satire übend doch ohne jemals ihre Opfer geringzuschätzen, nimmt der Film ein sehr hohes Niveau sozialen Engagements und intellektueller Verantwortung ein […]“. Es handle sich um populäres Kino im besten Sinne des Wortes. Für Positif war es eines jener Filmwerke, die bei Erscheinen nur halb überzeugten, doch über die Zeit eine Bedeutung gewinnen würden, die man momentan bestenfalls vorausspüren könne. Zu vorsichtig schwanke die Regie unentschieden zwischen Realismus und Fabel und die Erzählung verpasse es, einige interessante Ansätze weiterzuentwickeln. Doch seien diese Mängel eigentlich unwichtig. Denn das Drehbuch erweitere das mit Wir hatten uns so geliebt (1974) begonnene, bereits umfangreiche Fresko Italiens um ein Relief, eine Tiefe, einen Ernst, die das bisherige Werk Scolas nicht erreicht habe. Die drei Autoren, die zu den glänzendsten des Gegenwartskinos gehören, behandelten das Thema gescheiterter Männlichkeit mit heimlicher Zärtlichkeit und grandioser Ironie.

### In deutschsprachigen Publikationen
Hans Gerhold sprach im film-dienst von einer „intelligenten Gesellschaftskomödie“. „Scola sieht das scheinbar fortschrittliche Milieu in seinen Identitätskrisen und Depressionen als exemplarischen Widerspruch zwischen Wunschvorstellungen und ihrer (Nicht-)Verwirklichung. Dabei werden die so unterschiedlichen Charaktere liebevoll gezeichnet, nicht denunziert und in humorvoller Weise in ihren Seelenzuständen differenziert beschrieben.“ Trotz seiner Spiellänge und der vielen Dialoge sei das Werk „höchst sehenswert, zumal Kameramann Pasqualino de Santis neben einer Orchestrierung des Raumes durch Fahrten, Schwenks und Perspektivenwechsel einige treffende visuelle Metaphern für die Verlorenheit des Künstlers und die Verlogenheit des Intellektuellen gelingen [...]“. Die Zoom sah die ehemaligen Idealisten zu „zynischen und realitätsfernen Schwätzern und Theoretikern“ verkommen. Er vermutete, dass die noch herausfordernden Jungen nicht anders sein werden als die etablierten Alten und die noch dynamischen Frauen nicht anders als die Männer. „Die, die auszogen, die Welt zu verändern, haben sich selbst nicht verändert, sondern werden auf ihre uralten, (allzu-)menschlichen Bedürfnisse und Empfindungen zurückgeworfen.“ Age & Scarpelli und Scola hätten im „ausgeklügelten“ Drehbuch offensichtlich ihre eigene Lage aufgearbeitet. „Ihre intelligente, witzige, bittere und resignierte Gesellschaftssatire voll präziser Dialoge und Sentenzen bleibt selten im Unverbindlichen, Klischeehaften stecken. Aber: Wie werden ihre nächsten Filme aussehen? Werden die drei ihre Konsequenzen aus der Selbstkritik zu ziehen wissen, oder stellt ihr selbstanklägerischer Film auch bloß eine Alibiübung dar? Die Zukunft wird es weisen.“